# 牛眼窗

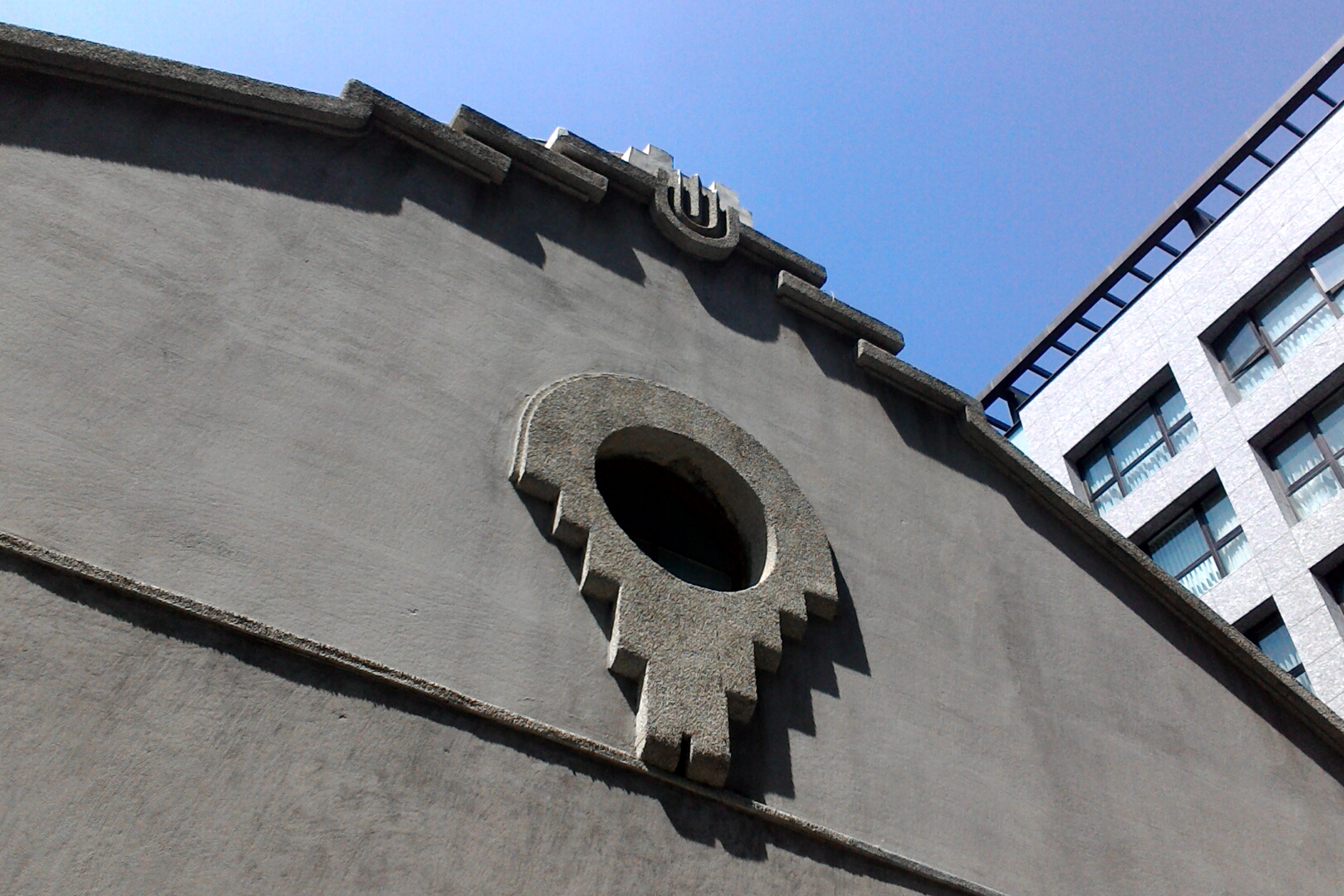
內湖庄役場會議室背側牛眼窗

牛眼窗（法語：Oeil-de-boeuf，直译：「牛眼」，法語：[œj.də.bœf]）是西式建筑中一种有装饰性的窗，通常较小，为椭圆形，通常设置在楼房的上层，有时也设在屋顶上作为老虎窗，有时设在门的上方以提供采光。牛眼窗在法国巴洛克建筑中较为多见。
圆形的牛眼窗外形像硕大的牛眼注视着路人，故称为牛眼窗。
1. ↑  .   [2011-02-25]. （原始内容存档于2010-05-28）.